# 앤솔러지

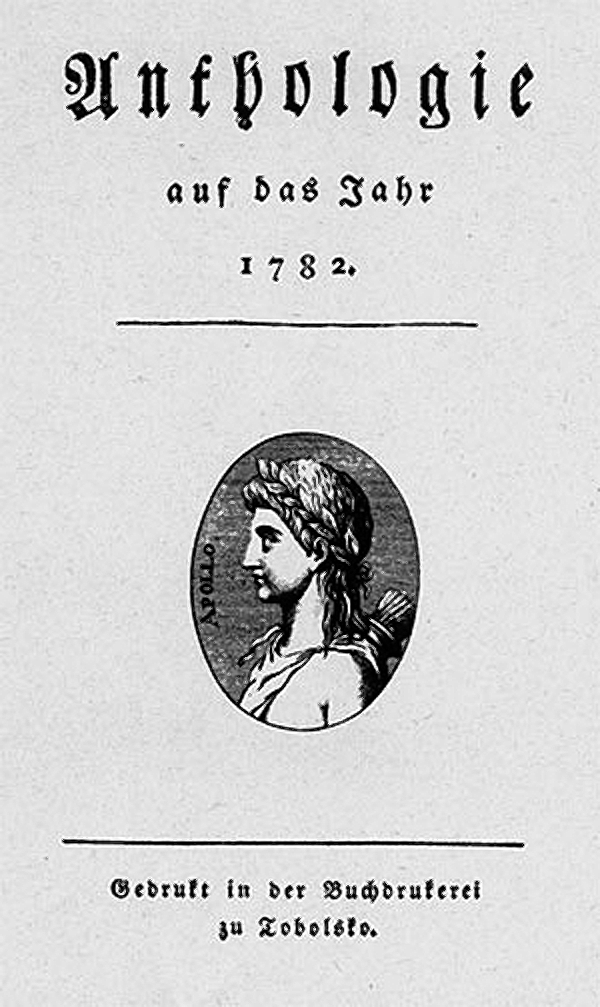

앤솔러지(Anthology)는 시나 소설 등의 문학 작품을 하나의 작품집으로 모아놓은 것이다. 대개 주제나 시대 등 특정의 기준에 따른 여러 작가의 작품이 모아진다.
‘꽃을 따서 모은 것', 꽃다발이라는 뜻의 그리스어 앤톨로기아(anthologia)가 원어다. 짧지만 우수하고 시의 선집(選集), 특히 여러 작가들의 시를 모은 것을 가리킨다.
음악 작품을 테이프나 CD에 정리했을 경우는 컨필레이션으로 불리는 경우가 많으며, 또 요즘의 일본에는 작품집이라고 하는 의미로 정확하게 문학 작품이 아니라 동인지 등에도 자주 사용되는 경향이 있다. 그 중에서도 만화계 출판사가 인기 애니메이션이나 게임을 소재로 한 만화를 여러 동인 작가에게 의뢰해 한권에 정리해 출판하는 '앤솔러지 코믹'이라고 하는 것이 다수 간행되고 있다.

## 같이 보기
- 총서 (책)
- 편집 - 글의 내용을 모으거나 구성하고 기획하는 편집, 이미 편집한 글이나 영상, 음악을 책이나 앨범 등으로 출판하는 편찬. 앤솔러지.